# David Wilkinson (sędzia rugby)
David Wilkinson (ur. 10 maja 1982 w Enniskillen) – irlandzki międzynarodowy sędzia rugby union. Sędziuje we Pro14 i europejskich pucharach, a także w rozgrywkach reprezentacyjnych.
W zespołach szkolnych i juniorskich grał w rugby na pozycji łącznika ataku. Studiował geografię na University of Glasgow, sędziowanie podjął za namową ojca, gdy z grania na osiemnaście miesięcy wyeliminowała go kontuzja ręki. Po ukończeniu studiów został w 2005 roku Referee Development Officer w Ulster Rugby Union.
Jako główny arbiter w profesjonalnym meczu zadebiutował w 2007 roku w przedsezonowym meczu Munster–Saracens. Od 2008 roku regularnie sędziuje w Pro14, a okazjonalnie w Top 14, nadal także jest członkiem panelu arbitrów w lokalnych irlandzkich rozgrywkach. Na arenie międzynarodowej prowadził mecze European Challenge Cup i jego następcy ERCC2, a od 2017 także ERCC1.
Znajdował się w panelu arbitrów na MŚ U-19 2007, a rok później na MŚ U-20. Sędziował także Puchar Sześciu Narodów dla zespołów U-18 i U-20.
W seniorskich rozgrywkach reprezentacyjnych zadebiutował 12 marca 2012 roku meczem Gruzja–Rumunia.